# الأوراق النقدية لشركة أنجلو المصرية المصرفية المحدودة (مالطا)
الأوراق النقدية لشركة أنجلو المصرية المصرفية المحدودة

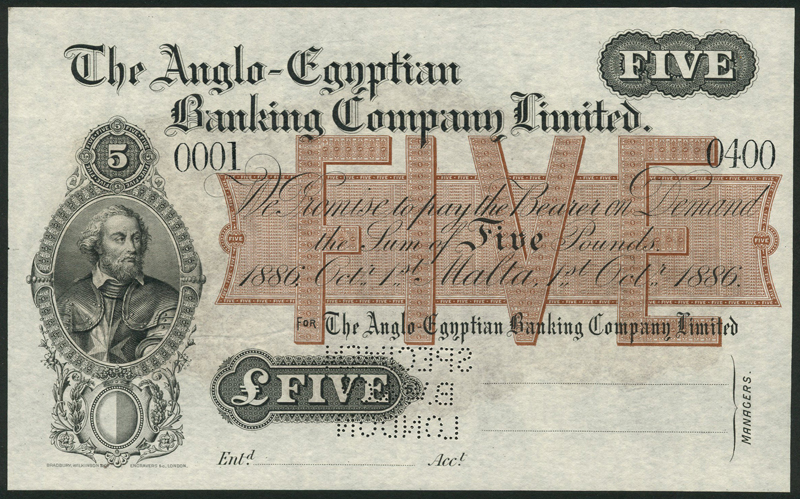
عينة من الأوراق النقدية الصادرة عن البنك الأنجلو المصري في مالطا.

أصدرت الشركة الأنجلو مصرية المصرفية المحدودة عام 1886، إصدارًا من الأوراق النقدية النادرة جدًا للتداول في مالطا. تحمل جميع الأوراق النقدية تاريخ 1 أكتوبر 1886. وقّع عليها مديرا البنك ومحاسبهِ. جميعها تحمل صورة الأستاذ الأكبر جان باريسو دي فاليت. فئة العملة المستعملة في هذه الأوراق النقدية هي الجنيه الإسترليني.

## الفئات
- PS101. عشرة شلنات. 1 أكتوبر 1886. أسود على ورق وردي.
- PS102. جنيه واحد. 1 أكتوبر 1886. أسود على ورق وردي.
- PS103. خمسة جنيهات. 1 أكتوبر 1886. أسود على ورق وردي.
- PS104. عشرة جنيهات. 1 أكتوبر 1886. أسود على ورق وردي.
- PS105. عشرين جنيهًا. 1 أكتوبر 1886. أسود على ورق وردي.